# Камбиано
Камбиа̀но (на италиански: Cambiano; на пиемонтски: Cambiagn, Камбиан) е малък град и община в Метрополен град Торино, регион Пиемонт, Северна Италия. Разположен е на 253 m надморска височина. Към 1 януари 2020 г. населението на общината е 6008 души, от които 224 са чужди граждани.